# LaCie
 (septembre 2014).
Si vous disposez d'ouvrages ou d'articles de référence ou si vous connaissez des sites web de qualité traitant du thème abordé ici, merci de compléter l'article en donnant les références utiles à sa vérifiabilité et en les liant à la section « Notes et références ».
LaCie est un ex-fabricant français de périphériques pour ordinateurs fondé en 1989. Il commercialise des disques durs externes, des écrans et leurs sondes d’étalonnage, des graveurs externes et des accessoires. Le nom « LaCie » est issu du rachat de LaCie Ltd par Électronique d2 en 1995.
Depuis octobre 2012, l'entreprise américaine Seagate Technology détient 92,14 % du capital et des droits de vote de LaCie.

## Historique

### Électronique d2
En Europe, l'entreprise française Électronique d2 est fondée en 1989 par Pierre Fournier et Philippe Spruch. L’activité principale d’Électronique d2 est d’assembler des disques durs dans des boîtiers externes SCSI et de les vendre comme des périphériques de stockage. En 1990, la société déménage dans des locaux de 900 m2, rue Watt à Paris.
L'entreprise Électronique d2 ouvre ensuite des filiales en Europe, la première à Londres en 1991, suivie de bureaux à Bruxelles et Copenhague. La société étend son marché au-delà de celui des Mac Apple, en ciblant les utilisateurs de PC.

### LaCie Ltd et Quantum
LaCie, Ltd. (LaCie) a été fondée en juillet 1987 à Tigard (Oregon, États-Unis) par Joel Kamerman, ses parents Robert et Tudy Kamerman, ainsi que Roger Bates. Joel Kamerman a été le directeur général de LaCie de juillet 1987 à décembre 1995.
L’objectif de LaCie Ltd était de créer des produits premium et de se différencier par un design industriel et des logiciels apportant de la valeur ajoutée.
Aux États-Unis, LaCie Ltd a été rachetée par le fabricant de stockage Quantum Corporation. Filiale de Quantum, elle devient l'assembleur exclusif des disques durs externes SCSI de marque Apple, des disques durs internes Quantum étant utilisés. Joel Kamerman et Scott Philips ont négocié le partenariat historique entre Apple Computer et LaCie.
Cependant concevoir uniquement des boîtiers ne permettant plus de conserver un avantage compétitif, LaCie commence à développer ses propres produits et à investir en recherche et développement.

### Acquisition de LaCie par Électronique d2
En 1995, Électronique d2 acquiert la société américaine LaCie Ltd. Les deux sociétés opérant sur la même niche, ce rachat dote ainsi Électronique d2 d’une présence sur le marché nord-américain. 
En 1998, le nom « LaCie » est adopté comme marque mondiale, le nom « d2 » étant abandonné bien qu’aujourd’hui plusieurs produits portent toujours cette mention. La société est depuis connue sous le nom LaCie.
Les deux sociétés se sont concentrées sur des solutions IT, basées sur l’interface standard SCSI reliant des supports externes à l’ordinateur. La norme SCSI a été adoptée par Apple Computer comme son interface standard et les marchés de LaCie et de électronique d2 se sont rapprochés, associés à la plate-forme Macintosh.
LaCie a réalisé en 2006 un chiffre d'affaires de 350 millions d’euros, avec une rentabilité nette de 8 % (24 % de marge brute). Le chiffre d'affaires a été réalisé à 54 % en Europe et 40 % en Amérique.

### Rachat parSeagateen 2012
LaCie a été racheté par le géant américain Seagate, le 23 mai 2012. Dès le lendemain de l'annonce du rachat du spécialiste français des disques durs, l'action de LaCie bondit à la Bourse de Paris pour sa reprise de cotation. Le groupe LaCie est valorisé à près de 144 millions d'euros en Bourse.

## Design

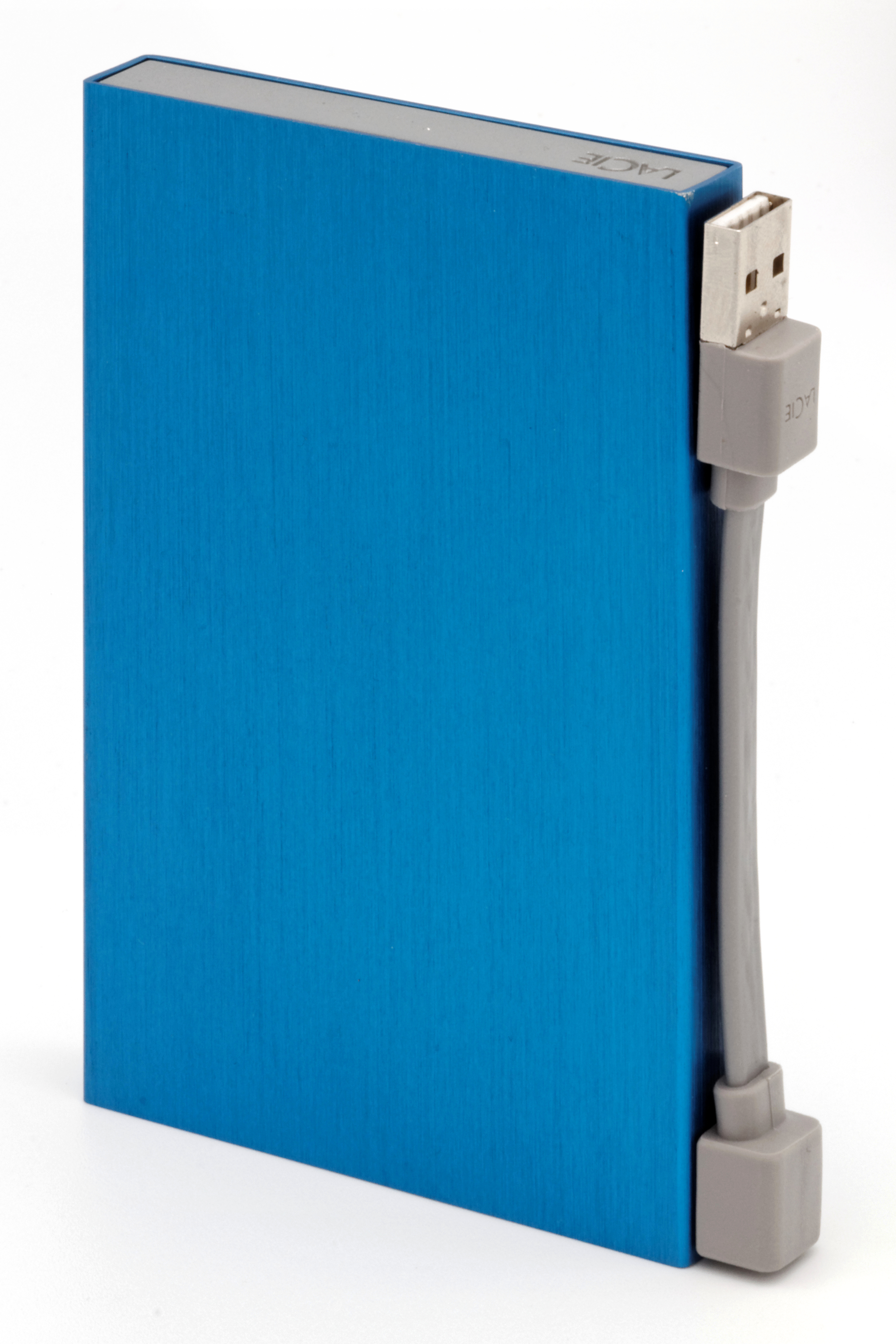
Disque USB LaCie.

Dans les années 1980, on attachait peu d’importance à l’aspect esthétique des ordinateurs, les produits étaient généralement de simples boîtes métalliques beiges. La cible de marché originelle d’électronique d2 était les utilisateurs d’Apple Macintosh, notamment créatifs (digital content creators) et artistes (designers, imprimeurs, vidéo numérique, etc.). Un des facteurs clés de succès était d’adapter ses produits aux goûts de cette cible. C’est ce qu’a fait LaCie en proposant des disques signés par des designers.
Avant le rachat d’Électronique d2 en 1995, Ziba Design (Portland, Oregon, États-Unis) a designé la plupart des produits LaCie, notamment la Joule Tower qui a reçu une récompense, les disques Cirrus et Tsunami. En 1995, LaCie gagne des récompenses pour le design industriel pour chacun de ses produits.
Depuis 1991, LaCie a fait appel à de grands designers internationaux : Philippe Starck, Neil Poulton (Écosse), Porsche Design (Allemagne), ora-ïto (France), 5.5 designers (France) ou encore Karim Rashid (Anglo-Égyptien). De son côté, électronique d2 s'est aussi fait un nom en faisant appel à des designers comme Philippe Starck et Neil Poulton. Une attention particulière est donnée à l’ergonomie, à l’innovation et à l’esthétique.
- Le designer français Philippe Starck signe trois produits pour la société : K1, Appolo et Tokyo. L’Appolo tire sa notoriété de son design chromé à l’image de certains produits des années 1950. Ce sont Neil Poulton et Christophe Pillet, alors employés de Philippe Starck et futurs designers de LaCie qui mènent le projet. Christophe Pillet, connu pour ses meubles haut de gamme, designe des produits pour LaCie de 1994 à 1996 avant de quitter le bureau de Philippe Starck.
- Le designer industriel écossais Neil Poulton est le plus lié à l’histoire d’électronique d2 / LaCie. Dès 1991, il dessine de nombreux produits pour la gamme d2, notamment le Shark, le Tuner FM et le disque dur le Coq qui remporte une récompense. Il imagine ainsi la gamme Pocketdrive, le Rugged, le Little Big Disk et de nombreux produits professionnels non signés datant de 1991. Ses enceintes FireWire sont récompensées par le Janus de l’Industrie en 2007.
- En 2003, Philippe Spruch mandate une agence pour trouver un studio de design de renommée mondiale. C’est ainsi que Porsche Design est chargé de concevoir une gamme de produits devenue best-seller chez LaCie entre 2003 et 2007.
- Le Français Ora-ïto lance une série de produits aux couleurs vives bleu, blanc, rouge : les Brick.
- En 2007, le Centre Georges Pompidou intègre des produits LaCie dans sa collection permanente, notamment le Coq du designer Neil Poulton, des produits de la gamme d2, les enceintes FireWire, le Pocketdrive, le Rugged, le Brick, le Hub et deux disques durs Design by F.A. PORSCHE.
- En 2008, Les Sismo, designers industriels, collaborent à la création de la carte Firewire 400 PCI Card qui sera distinguée par un Red Dot Design Award en 2009.

## Produits

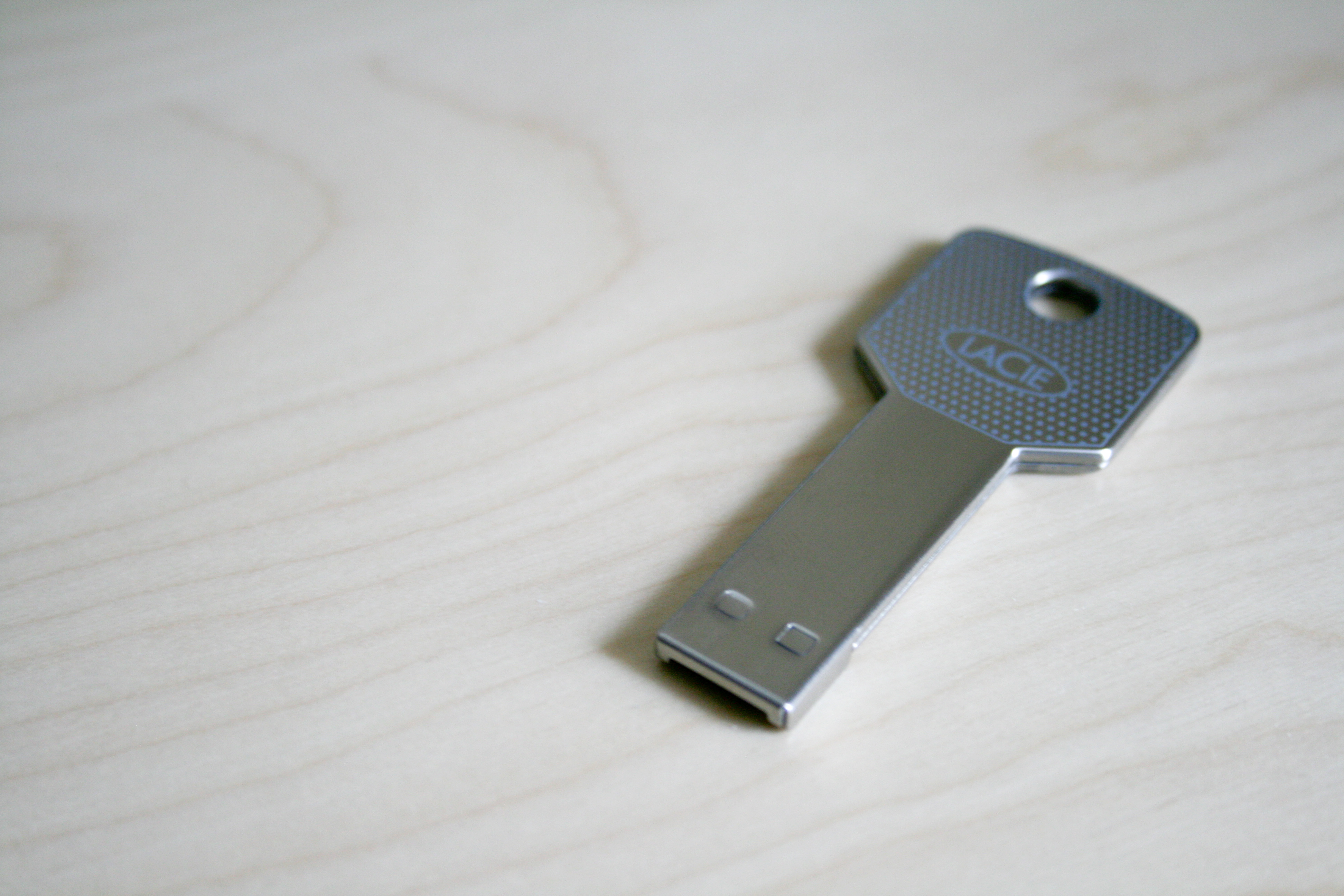
Clef USB Iamakey 5.5 designers pour LaCie - 2009.

L’activité de LaCie se répartit ainsi :
- clefs USB ;
- disques durs nomades ;
- disques durs de bureau : gamme grand public et gamme professionnelle ;
- solutions de stockage réseau (NAS), jusqu'en 2015 ;
- tours RAID ;
- disques durs sécurisés (contrôle d’accès par empreinte digitale) ;
- disques durs multimédias ;
- graveurs et duplicateurs ;
- moniteurs ;
- accessoires
- solutions BOSS (Back-up on Set)